# Teatro comunale Vittorio Emmanuele
Il Teatro Comunale Vittorio Emmanuele è un centro teatrale della città di Benevento.

## Storia
Fu costruito fra il 1855 ed il 1862 ad opera del napoletano Pasquale Francesconi.
Riecheggiano nella struttura alcuni motivi dell'architettura del Piermarini, ma con felice equilibrio di masse e con una decorazione garbatamente desunta anche da altre fonti, sia nella facciata del portico a pilastri, sia nella sala.
Il teatro vide calcare le scene Ermete Novelli, che lì ottenne il suo ultimo trionfo.
Durante gli anni cinquanta e gli anni ottanta fu anche utilizzato come cinema, con il nome di Cinema Comunale: oggi ha riacquisito l'originaria funzione di teatro.
Alla fine del XX secolo è stato ristrutturato.